# الحصن (حجر)

'

تعديل مصدري - تعديل

الحصن هي إحدى قرى عزلة الجول بمديرية حجر التابعة لمحافظة حضرموت، بلغ تعداد سكانها 182 نسمة حسب تعداد اليمن لعام 2004.